# Bosse Linné
Bo "Bosse" Arne Linné, född 8 januari 1946 i Brännkyrka församling, Stockholm, död 2 januari 2011 i Burlövs församling, Skåne län, var en svensk violinist.
Linné var en klassiskt skolad violinist och spelade i Sveriges Radios skolorkester 1958–1959 under ledning av Sven-Erik Bäck. Från 1967 var han medlem i bluegrassgruppen Fake Mountain Boys och därefter i Growing Grass. Vintern 1970/1971 blev han medlem i gruppen Contact, vilken tilldelades en Grammis för albumet Hon kom över mon 1971. Han medverkade även i låten Fred (till Melanie) på Hoola Bandoola Bands debutalbum Garanterat individuell (1971). 
Efter att ha flyttat till Skåne, där Linné under många år var verksam som musiklärare, blev han 1979 medlem i gruppen Grus i dojjan, vilket ledde till att gruppens rent folkliga låtar kompletterades med swinglåtar och rock'n'roll. I början av 1980-talet var han även medlem i countryorkestern Tractor från Malmö, som bland annat spelade på countrygalan på Wembley Arena i London. Linné deltog även i Eldkvarns turné Cirkus Broadway 1988. Han var också ofta anlitad som studiomusiker, bland annat på inspelningar med Gösta Linderholm, Ola Magnell, Anders F. Rönnblom och Thomas Wiehe. 
Linné hade också sin egen orkester Swinging Blue Strings, i vilken han gav uttryck för sin kärlek till gypsy jazz och swing. Med denna grupp utgav han musikalbumet Swinging Blue Strings (Blue Topaz BTRCD 009, 2007), med bland annat låten Stormy Horizons, Linnés egen engelskspråkiga version av låten Regntunga skyar (musik: Thore Ehrling-Eskil Eckert-Lundin, text: Hasse Ekman).